# Pinova
Pinova (auch Pinata, Sonata oder Corail) ist eine Apfelsorte, die aus der Kreuzung von Golden Delicious und Clivia entstanden ist. Clivia wiederum ist eine Kreuzung aus Geheimrat Dr. Oldenburg und Cox Orange.
Im Rheinland war Pinova Apfel des Jahres in den Jahren 1998 und 2001. Gezüchtet wurde sie am Institut für Obstforschung in Dresden-Pillnitz. Züchter waren Heinz Murawski, J. Schmadlak, Manfred Fischer und Christa Fischer. Seit 1996 besteht EU-Sortenschutz.

## Frucht
Die Frucht ist klein bis mittelgroß. Die Grundfarbe ist gelb, die Deckfarbe ist ein leuchtendes orangerot und bildet sich erst im Verlauf des Reifeprozesses immer stärker heraus.
Das grobzellige Fleisch ist fest, saftig, süßsäuerlich, aromatisch und würzig. Die Sorte ergibt sehr gute Tafeläpfel, die auch zum Kochen und Backen geeignet sind.

## Baum
Der Baum wächst schwach. Er verzweigt gleichmäßig und bildet willig Fruchtholz. Der Ertrag setzt früh ein und ist sehr hoch und regelmäßig ohne Alternanz.

## Anbau
Pinova bevorzugt sonniges, warmes Wetter, jedoch kein Weinbauklima. Da Pinova einen sehr starken Fruchtansatz hat, muss eine chemische, maschinelle oder manuelle Ausdünnung erfolgen.
Die Blüte beginnt ab Mitte April und dauert fast bis Mitte Mai. Bei der Lagerung der Sorte können durch Gloeosporium-Fäule hohe Verluste auftreten. Ebenso ist Pinova anfällig für Mehltau.
Die Pflückreife bei Pinova ist Anfang bis Mitte Oktober erreicht, ab November ist der Apfel dann genussreif und kann gekühlt etwa bis März gelagert werden, im CA-Lager auch bis Mai und länger. Man kann Pinova aber auch so gut wie alle Apfelsorten am Baum ausreifen lassen und dann direkt nach der Ernte essen, wobei am Baum ausgereifte Äpfel nachgereiften geschmacklich deutlich überlegen sind.

## Mutanten
Eine deutlich kräftiger und flächiger rot ausfärbende Mutante des Pinova ist Evelina oder RoHo 3615 (Roter Hofmann), die von der Pflanzen Hofmann GmbH in Langensendelbach gefunden wurde. Sie wird unter dem Namen Evelina als Clubsorte durch den Brandenburger Fruchthandel vermarktet. Andere verbreitete Mutanten sind die in Frankreich entwickelten Dalinip und Dalirail.

## Galerie

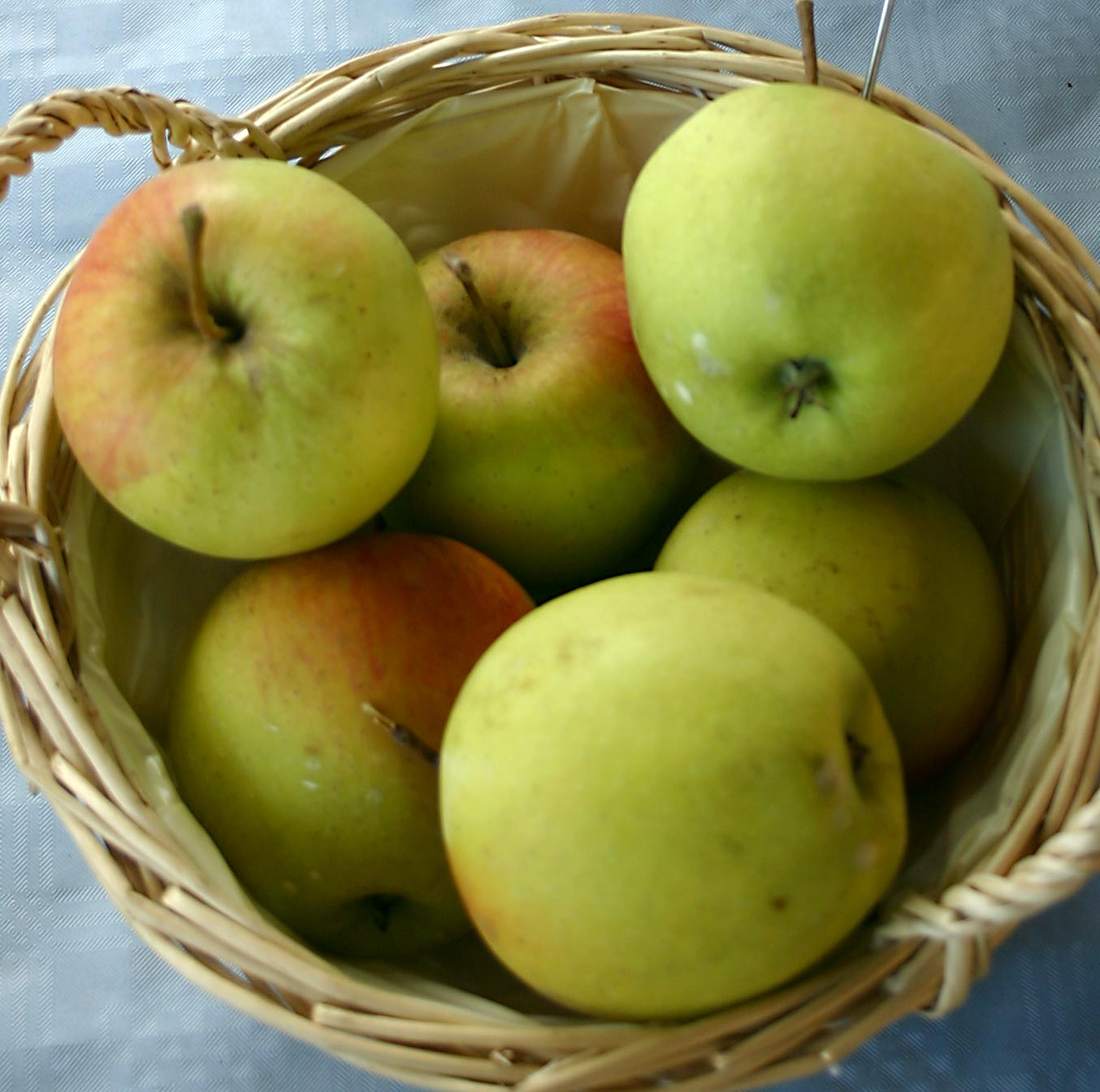
Ein Korb mit Pinova-Äpfeln
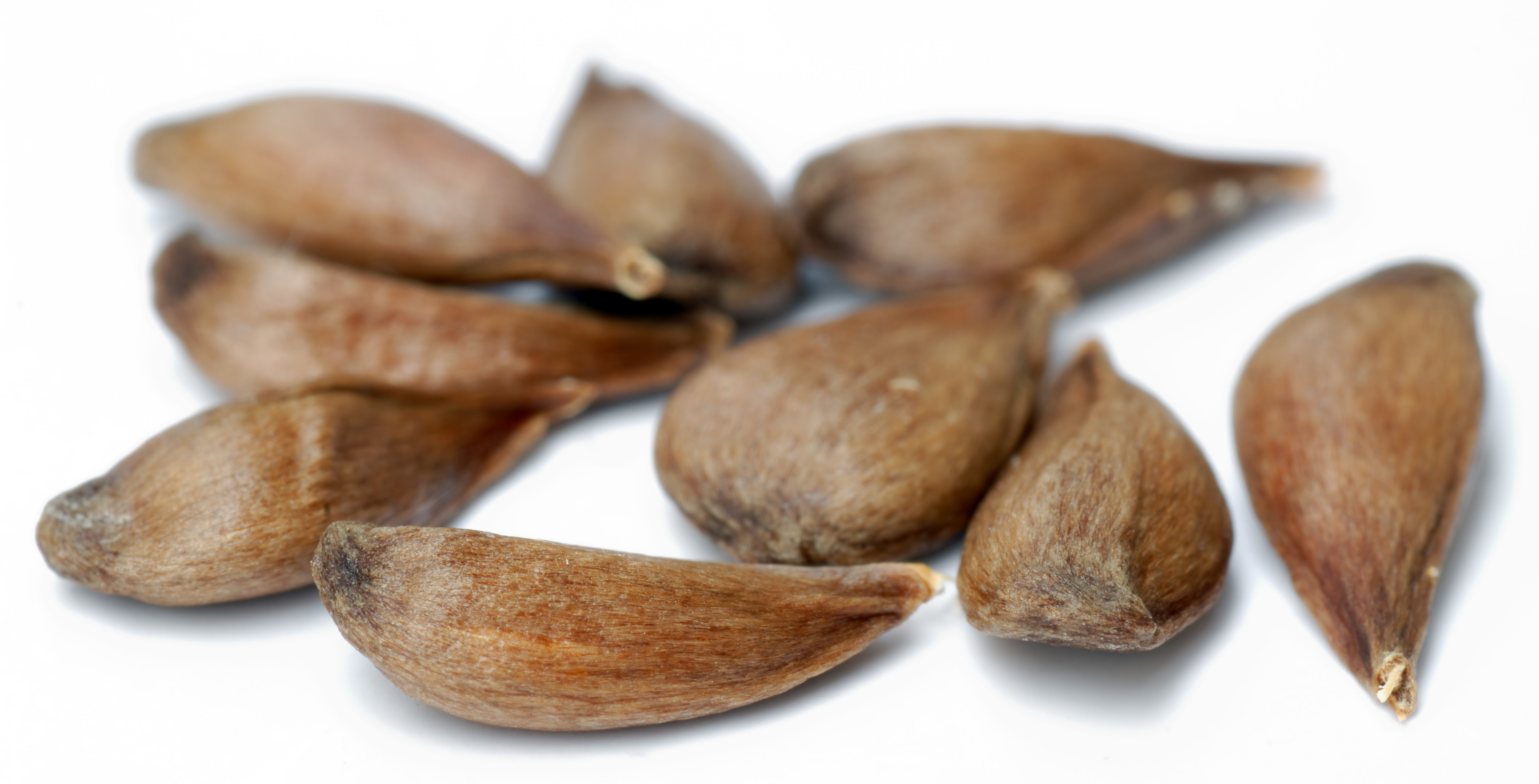
Kerne
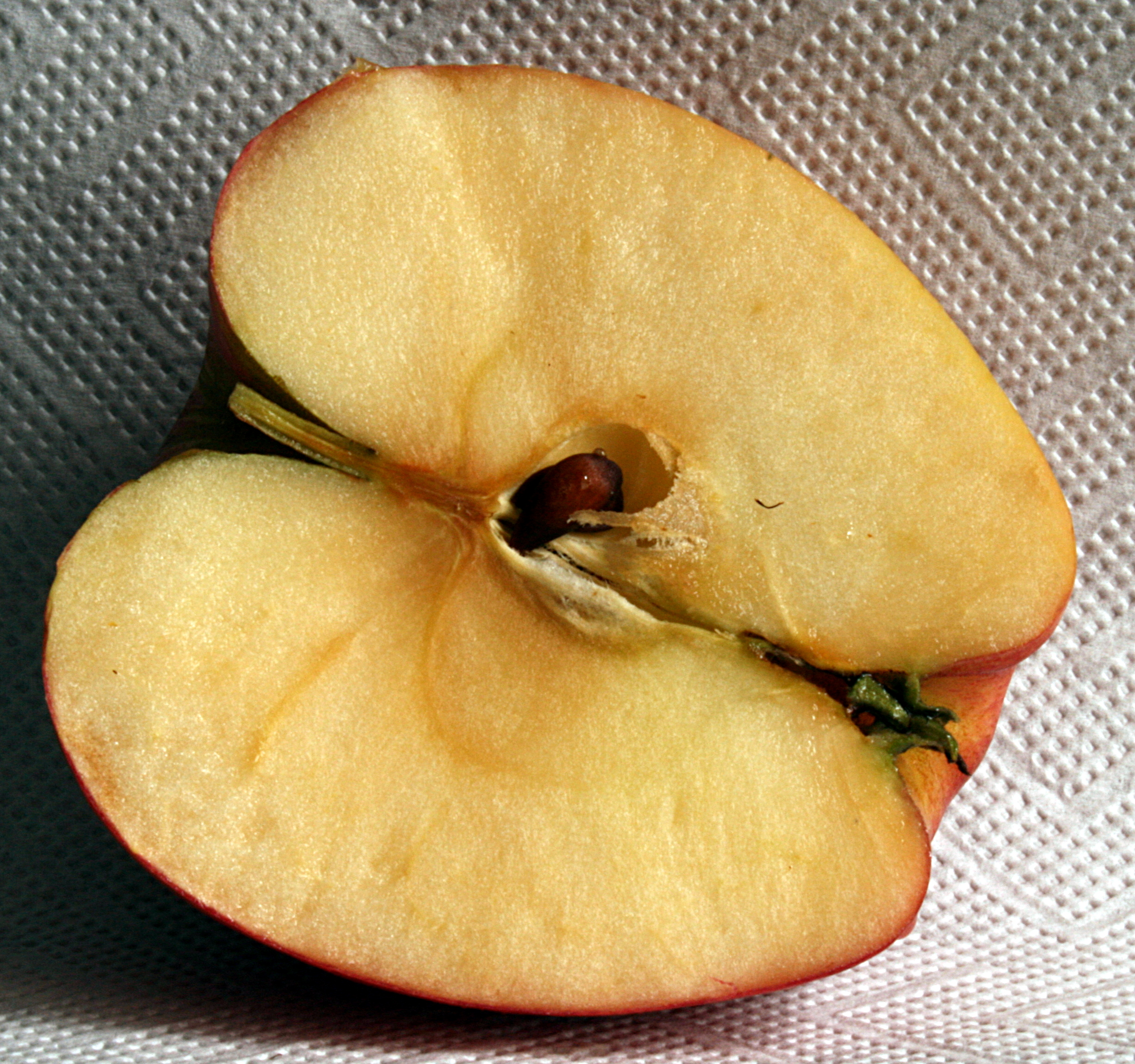
Kerngehäuse
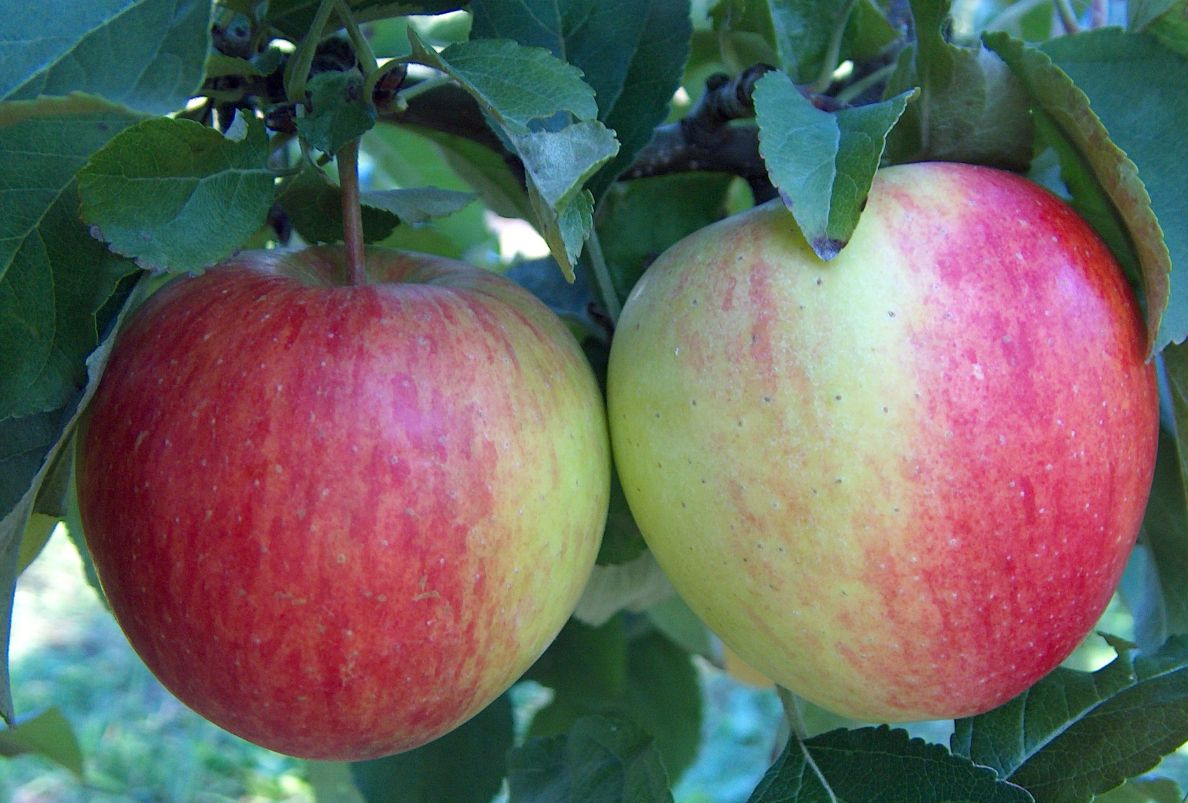
Pinova am Baum
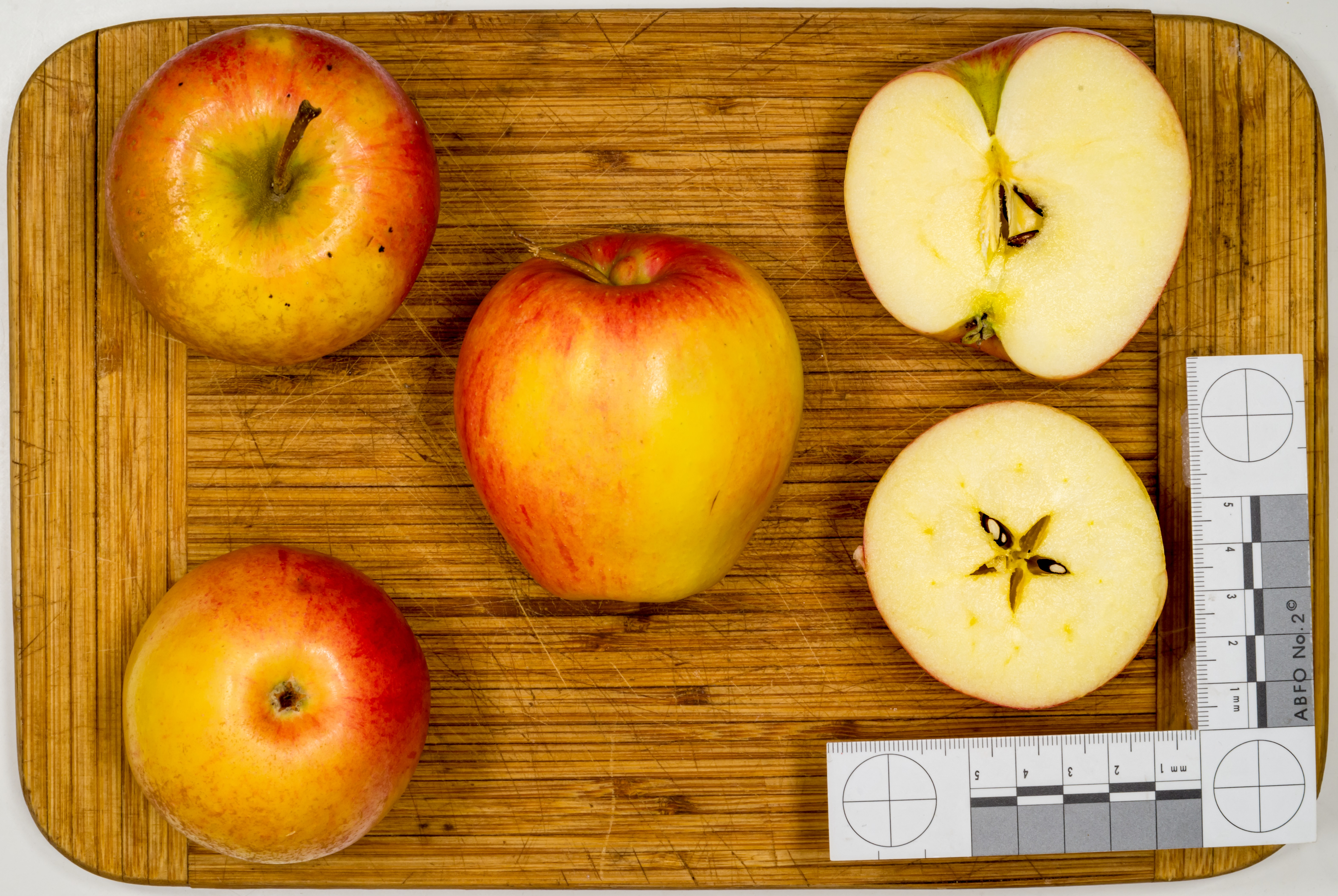
Übersicht